# 2014年アジア競技大会における卓球競技
2014年アジア競技大会における卓球競技（2014年あじあきょうぎたいかいにおけるたっきゅうきょうぎ、英: Table tennis at the 2014 Asian Games）は、アジアオリンピック評議会（OCA）の主催のアジア競技大会で、2014年大韓民国で開催された第17回アジア競技大会にて行われた、卓球競技である。卓球は9月27日から10月4日までの日程で水原市の水原体育館にて行われ、種目は男女ともシングルス・ダブルス・団体で争われた。

## 概要
アジアオリンピック評議会（OCA）の主催のアジア競技大会で、2014年9月19日から10月4日まで大韓民国仁川広域市で開催された第17回アジア競技大会にて行われた、卓球競技である。卓球は9月27日から10月4日までの日程で水原市の水原体育館にて行われ、種目は男女ともシングルス・ダブルス・団体で、25ヵ国、169人の選手達により争われた。

## 結果

### メダル獲得者
| 種目                | 金                                         | 銀                                                        | 銅                                                                              |
| ------------------- | ------------------------------------------ | --------------------------------------------------------- | ------------------------------------------------------------------------------- |
| 男子シングルス 詳細 | 許昕 · 中国 (CHN)                          | 樊振東 · 中国 (CHN)                                       | 朱世赫 · 韓国 (KOR)                                                             |
| 男子シングルス 詳細 | 許昕 · 中国 (CHN)                          | 樊振東 · 中国 (CHN)                                       | 荘智淵 · チャイニーズタイペイ (TPE)                                             |
| 男子ダブルス 詳細   | 中国 (CHN) 馬龍 張継科                     | 中国 (CHN) 許昕 樊振東                                    | シンガポール (SIN) 高寧 李虎                                                    |
| 男子ダブルス 詳細   | 中国 (CHN) 馬龍 張継科                     | 中国 (CHN) 許昕 樊振東                                    | 日本 (JPN) 丹羽孝希 松平健太                                                    |
| 男子団体 詳細       | 中国 (CHN) 樊振東 馬龍 許昕 張継科 周雨    | 韓国 (KOR) 丁祥恩 朱世赫 金東鉉 金珉鉐 李廷祐             | 日本 (JPN) 岸川聖也 松平健太 水谷隼 村松雄斗 丹羽孝希                           |
| 男子団体 詳細       | 中国 (CHN) 樊振東 馬龍 許昕 張継科 周雨    | 韓国 (KOR) 丁祥恩 朱世赫 金東鉉 金珉鉐 李廷祐             | チャイニーズタイペイ (TPE) 陳建安 江宏傑 荘智淵 黃聖盛 吳志祺                   |
| 女子シングルス 詳細 | 劉詩雯 · 中国 (CHN)                        | 朱雨玲 · 中国 (CHN)                                       | 梁夏銀 · 韓国 (KOR)                                                             |
| 女子シングルス 詳細 | 劉詩雯 · 中国 (CHN)                        | 朱雨玲 · 中国 (CHN)                                       | 馮天薇 · シンガポール (SIN)                                                     |
| 女子ダブルス 詳細   | 中国 (CHN) 朱雨玲 陳夢                     | 中国 (CHN) 劉詩雯 武楊                                    | 北朝鮮 (PRK) キム・ジョン キム・ヘソン                                          |
| 女子ダブルス 詳細   | 中国 (CHN) 朱雨玲 陳夢                     | 中国 (CHN) 劉詩雯 武楊                                    | 香港 (HKG) 李皓晴 呉頴嵐                                                        |
| 女子団体 詳細       | 中国 (CHN) 陳夢 丁寧 劉詩雯 武楊 朱雨玲    | 日本 (JPN) 福原愛 平野美宇 平野早矢香 石川佳純 若宮三紗子 | 北朝鮮 (PRK) キム・ヘソン キム・ジョン キム・ソンイ リ・ミギョン リ・ミョンスン |
| 女子団体 詳細       | 中国 (CHN) 陳夢 丁寧 劉詩雯 武楊 朱雨玲    | 日本 (JPN) 福原愛 平野美宇 平野早矢香 石川佳純 若宮三紗子 | シンガポール (SIN) 馮天薇 イサベラ・リ リン・イエ 于夢雨 周一涵                 |
| 混合ダブルス 詳細   | 北朝鮮 (PRK) キム・ヒョクボン キム・ジョン | 香港 (HKG) 江天一 李皓晴                                  | 韓国 (KOR) 金珉鉐 田志希                                                        |
| 混合ダブルス 詳細   | 北朝鮮 (PRK) キム・ヒョクボン キム・ジョン | 香港 (HKG) 江天一 李皓晴                                  | 日本 (JPN) 岸川聖也 福原愛                                                      |

### 各国メダル数
| 順 | 国・地域                   | 金 | 銀 | 銅 | 計 |
| -- | -------------------------- | -- | -- | -- | -- |
| 1  | 中国 (CHN)                 | 6  | 4  | 0  | 10 |
| 2  | 北朝鮮 (PRK)               | 1  | 0  | 2  | 3  |
| 3  | 日本 (JPN)                 | 0  | 1  | 3  | 4  |
| 3  | 韓国 (KOR)                 | 0  | 1  | 3  | 4  |
| 5  | 香港 (HKG)                 | 0  | 1  | 1  | 2  |
| 6  | シンガポール (SIN)         | 0  | 0  | 3  | 3  |
| 7  | チャイニーズタイペイ (TPE) | 0  | 0  | 2  | 2  |
| 計 | 計                         | 7  | 7  | 14 | 28 |

## 参加国
25ヶ国から169選手が出場。
- ブルネイ
- 中国
- チャイニーズタイペイ
- 香港
- インド
- イラン
- 日本
- カザフスタン
- クウェート
- ラオス
- レバノン
- マカオ
- マレーシア
- モルディブ
- モンゴル
- ネパール
- 北朝鮮
- パキスタン
- パレスチナ
- カタール
- サウジアラビア
- シンガポール
- 韓国
- タイ
- イエメン

## 日本代表

### 代表団
男子監督は倉嶋洋介、女子監督は村上恭和
男子代表は水谷隼、丹羽孝希、松平健太、岸川聖也、村松雄斗
女子代表は石川佳純、福原愛、平野早矢香、若宮三紗子、平野美宇

### 成績
男子シングルス
- 水谷隼　ベスト8
- 丹羽孝希　ベスト8

女子シングルス
- 石川佳純　ベスト8
- 福原愛　ベスト8

男子ダブルス
- 丹羽孝希／松平健太　銅メダル
- 水谷隼／岸川聖也　ベスト8

女子ダブルス
- 石川佳純／平野早矢香　ベスト8
- 福原愛／若宮三紗子　ベスト8

混合ダブルス
- 岸川聖也／福原愛　銅メダル
- 丹羽孝希／平野早矢香　ベスト8

男子団体
- 水谷隼、丹羽孝希、松平健太、岸川聖也、村松雄斗　銅メダル

女子団体
- 石川佳純、福原愛、平野早矢香、若宮三紗子、平野美宇　銀メダル